# Алхемичар (приповетка)
„Алхемичар” (енгл. The Alchemist) је приповетка америчког писца Хауарда Филипса Лавкрафта, написана у 1908. и први пут објављена у часопису United Amateur у новембру 1916. године.

## Радња
Причу приповеда главни јунак, гроф Антоан. Пре неколико стотина година, Антоанов племенити предак био је одговоран за смрт мрачног чаробњака, Мишела Мовеа. Чаробњаков син Шарл заклео се да ће се осветити не само њему већ и свим његовим потомцима, проклињући их да умру када напуне 32 године.
Протагониста даље прича како су сви његови преци умрли на неки мистериозан начин око своје 32. године. Породична линија је скоро одумрла и замак је остављен да пропада, кулу по кулу. На крају, Антоан је једини који је остао, са једним сиромашним слугом, Пјером, који га је одгајао, а мали део замка са једном кулом је још увек употребљив. Антоан се ближи свом 32. рођендану.
Његов слуга умире, остављајући га потпуно самог, а он почиње да истражује руиниране делове замка. Проналази капију у једном од најстаријих делова. Испод открива пролаз са закључаним вратима на крају. Тек што се окренуо да оде, чује галаму иза себе и види да су врата отворена и да неко стоји на њима. Овај човек покушава да га убије, али Антоан баца своју бакљу на њега. Самртне речи човека откривају да он није нико други до Шарл, коме је пошло за руком да успешно начини еликсир живота, омогућавајући му да лично спроведе клетву генерацију за генерацијом.

## Адаптације
- Графички роман заснован на приповеци, који је написао Стивен Филип Џоунс, а илустровао Октавио Каријело, објављен је 1991. године. Прештампан је у појединачном графичком роману 2016. као део антологијског серијала „Светови Х. Ф. Лавкрафта”.
- Прича је испричана из угла Шарла Чаробњака у песми „The Alchemist” бенда Blue Öyster Cult.